# Neurodium
Neurodium es un género monotípico de helechos perteneciente a la familia  Polypodiaceae. Su única especie: Neurodium lanceolatum, es originaria de América.

## Descripción
Es una planta con rizoma de 0.5-1 cm de diámetro, las escamas linear-lanceoladas a ovadas, imbricadas, enteras, rígidas, negras a pardo-negruzcas, a veces bicoloras con los márgenes más claros; las hojas de 15-50 x 1-3 cm, rígidamente ascendentes; pecíolo 0.5-5 x 0.1-0.15 cm, aplanado o suavemente sulcado adaxialmente, terete abaxialmente, glabro, leonado o pardo a negruzco, angostamente alado distalmente; lámina 14.5-45 cm, linear a estrechamente elíptica, coriácea, lustrosa, verde brillante, los márgenes enteros a repandos, a veces cartilaginosos; costa poco prominente cercana al ápice, terete abaxialmente, aplanada y angulosa adaxialmente; parafisos numerosos, pardo-rojizos, filamentosos.

## Distribución y hábitat
Se encuentra en las selvas altas perennifolias, selvas inundables, a una altitud de 200-500 metros, en Florida, Sur de México, Mesoamérica, Guayana Francesa y las Antillas.

## Taxonomía
Neurodium lanceolatum fue descrita por (Carlos Linneo) Fée y publicado en Mémoires sur les Familles des Fougères 3: 28. 1852.
Sinonimia
- Cheilogramme lanceolata (L.) Underw.
- Dicranoglossum lanceolatum (L.) Sm.
- Drymoglossum lanceolatum (L.) J. Sm.
- Elaphoglossum lanceolatum (L.) Keyserl.
- Oetosis lanceolata (L.) Kuntze
- Paltonium lanceolatum (L.) C. Presl
- Pteris lanceolata L.
- Pteropsis lanceolata (L.) Desv.
- Taenitis lanceolata (L.) Kaulf.
- Taenitis lanceolata (L.) R. Br.
- Vittaria lanceolata (L.) Baker[2]